# Řecko-ukrajinské vztahy
Řecko-ukrajinské vztahy jsou bilaterální vztahy mezi Řeckou republikou a Ukrajinou.
Řecko uznalo nezávislou Ukrajinu 31. prosince 1991. Obě země navázaly diplomatické vztahy v roce 1992. 
Důležitým faktorem při posilování přátelských vztahů jsou intenzivní humanitární vazby a přítomnost ukrajinské komunity v Řecku a řecké komunity na Ukrajině. Podle sčítání lidu z roku 2001 žije na Ukrajině 91,5 tisíce etnických Řeků, z toho 77,5 v Doněcké oblasti.

## Smluvní a právní základ vztahů
Právní rámec se skládá z 32 dvoustranných dokumentů, které byly podepsány a vstoupily v platnost.
- 5. ledna 1992 – Protokol o navázání diplomatických vztahů mezi Ukrajinou a Řeckou republikou.
- 15. ledna 1992 – Protokol o konzultacích mezi ministerstvem zahraničních věcí Řecké republiky a ministerstvem zahraničních věcí Ukrajiny.
- 15. ledna 1992 – Dohoda mezi vládou Ukrajiny a vládou Řecké republiky o hospodářské, průmyslové a vědecko-technické spolupráci.
- 1. září 1994 – Dohoda mezi vládou Ukrajiny a vládou Řecké republiky o zřízení mezivládní společné pracovní skupiny pro hospodářskou, průmyslovou, technickou a vědeckou spolupráci.
- 11. listopadu 1996 – Dohoda o přátelství a spolupráci mezi Kyjevem a Athénami.
- listopad 1996 – Dohoda mezi vládou Ukrajiny a vládou Řecké republiky o spolupráci v oblasti kultury, vzdělávání a vědy.
- 4. prosince 1996 – Dohoda mezi vládou Ukrajiny a vládou Řecké republiky o podpoře a vzájemné ochraně investic.
- 8. září 1997 – Memorandum mezi ministerstvem zahraničních ekonomických vztahů a obchodu Ukrajiny, Národní organizací mezinárodních veletrhů Řecka a řecko-ukrajinskou společností pro podporu obchodu a investic.
- 23. září 1997 – Dohoda mezi Státním výborem Ukrajiny pro normalizaci, metrologii a certifikaci a Organizací pro standardizaci Řecka o spolupráci v oblasti normalizace, certifikace a testování.
- 6. října 1997 – Dohoda mezi ministerstvem obrany Ukrajiny a ministerstvem národní obrany Řecké republiky o vojenské spolupráci.
- 15. prosince 1997 – Protokol o konzulárních vztazích mezi vládou Ukrajiny a vládou Řecké republiky.
- květen 1998 – Dohoda o spolupráci mezi Kyjevskou univerzitou a athénskou univerzitou.
- 22. června 1998 - Dohoda mezi vládou Ukrajiny a vládou Řecké republiky o spolupráci v oblasti cestovního ruchu.
- 1. července 1998 - Smlouva o přátelství a spolupráci mezi Ukrajinou a Řeckou republikou.
- 15. srpna 1999 - Dohoda mezi Ukrajinou a Řeckou republikou o hospodářské a vědecko-technické spolupráci v oblasti zemědělství.
- 10. února 2000 - Dohoda mezi vládou Ukrajiny a vládou Řecké republiky o mezinárodní silniční přepravě cestujících a zboží.
- 6. listopadu 2000 - Dohoda mezi kabinetem ministrů Ukrajiny a vládou Řecké republiky o námořní obchodní lodní dopravě.
- 24. dubna 2001 - Dohoda o spolupráci mezi Národní televizní společností Ukrajiny a Řeckou televizní a rozhlasovou společností.
- květen 2001 - Protokol o záměru spolupráce ve vysokém školství mezi Ministerstvem školství a vědy Ukrajiny a Ministerstvem školství a náboženství Řecka.
- květen 2001 - Dohoda o spolupráci mezi Kyjevskou univerzitou obchodu a ekonomiky a Aténskou univerzitou.
- červenec 2001 - Dohoda mezi kabinetem ministrů Ukrajiny a vládou Řecka o spolupráci v celních záležitostech.
- červenec 2001 - Protokol o záměru spolupráce mezi Kyjevskou oblastí a ostrovem Kréta.
- 2. ledna 2002 - Dohoda mezi vládou Ukrajiny a vládou Řecké republiky o letecké dopravě.
- duben 2002 - Program spolupráce mezi vládou Ukrajiny a vládou Řecké republiky v oblasti vzdělávání, vědy a kultury na tříleté období.
- 15. listopadu 2002 - Dohoda mezi vládou Ukrajiny a vládou Řecké republiky o spolupráci v oblasti prevence pracovních úrazů, přírodních katastrof a omezení jejich následků.
- 2. prosince 2002 - Memorandum mezi ministerstvem řeckého obchodního námořnictva a ministerstvem dopravy Ukrajiny o uznávání diplomů ukrajinských námořníků v souladu s Mezinárodní úmluvou STCW 1978.
- 26. září 2003 - Úmluva mezi vládou Ukrajiny a vládou Řecké republiky o zamezení dvojího zdanění a zabránění daňovým únikům v oblasti daní z příjmu a kapitálu.
- 20. května 2003 - Protokol mezi ministerstvem obrany Ukrajiny a ministerstvem národní obrany Řecké republiky o výcviku ukrajinských vojáků ve vojenských vzdělávacích institucích v Řecku.
- červen 2006 - Memorandum mezi CCI Ukrajiny a Federací řeckého průmyslu.
- 20. prosince 2006 - Dohoda o spolupráci v oblasti normalizace a posuzování shody mezi Státním výborem Ukrajiny pro technickou regulaci a spotřebitelskou politiku a Řeckou organizací pro normalizaci (ELOT) (vstoupila v platnost podpisem).
- 27. ledna 2007 - Dohoda mezi Ukrajinou a Řeckou republikou o právní pomoci v občanských věcech (vstoupila v platnost podpisem).
- 28. listopadu 2008 - Dohoda mezi vládou Ukrajiny a vládou Řecké republiky o spolupráci v boji proti terorismu, obchodu s drogami, organizované a jiné formě trestné činnosti (podepsána dne 24. dubna 2001, vstoupila v platnost výměnou nót řeckého velvyslanectví na Ukrajině AS 569 ze dne 7. června 2004).

## Dvoustranné politické kontakty
- říjen 1994 – řecký ministr zahraničí Karolos Papoulias uskutečnil pracovní návštěvu Ukrajiny.
- listopad 1996 – prezident Ukrajiny Leonid Kučma navštěvuje Řecko.
- 6. – 11. října 1997 – oficiální návštěva ministra obrany Ukrajiny Oleksandra Kuzmuka v Řecku.
- prosinec 1997 – řecký prezident Konstantinos Stefanopoulos navštěvuje Ukrajinu.
- 6. – 7. listopadu 2000 – oficiální návštěva řeckého ministra zahraničních věcí George Papandreoua na Ukrajině.
- 20. – 24. listopadu 2000 – pracovní návštěva vedoucího administrativy prezidenta Ukrajiny Volodymyra Lytvyna v Řecku.
- duben 2001 – předseda vlády Ukrajiny Viktor Juščenko navštívil Řecko.
- 17. – 19. dubna 2002 – oficiální návštěva ministra zahraničních věcí Ukrajiny Anatolije Zlenka v Řecku.
- červenec 2002 – řecký premiér Kostas Simitis navštěvuje Ukrajinu.
- 31. října – 2. listopadu 2002 – oficiální návštěva předsedy Nejvyšší rady Ukrajiny Volodymyra Lytvyna v Řecku.
- 7. – 9. dubna 2003 – pracovní návštěva předsedy vlády Ukrajiny Viktora Janukovyče v Řecku.
- 29. září – 3. října 2003 – návštěva vedoucího Státní pohraniční služby Ukrajiny Mykoly Lytvyna v Řecku.
- 23. – 26. dubna 2004 – návštěva ministra zahraničních věcí Ukrajiny Kosťantyna Hryščenka v Řecku.
- 11. – 17. srpna 2004 – pracovní návštěva Řecka v rámci účasti Ukrajiny na olympijských hrách předsedou vlády, prezidentem NOC Ukrajiny Viktorem Janukovyčem.
- 15. – 19. září 2004 – pracovní návštěva Řecka v rámci účasti Ukrajiny na 12. letních paralympijských hrách místopředsedy vlády Ukrajiny Dmytra Tabachnyka.
- 17. května 2005 – prezident Viktor Juščenko se během summitu Rady Evropy ve Varšavě setkal s řeckým premiérem Costasem Karamanlisem.
- 23. – 25. září 2005 – oficiální návštěva náměstka ministra zahraničí Řecka Pavlose Skandalakise v Mariupolu.
- 9. února 2006 – pracovní návštěva prvního náměstka ministra zahraničních věcí Ukrajiny Antona Buteyka v Řecku.
- 8. června 2006 – návštěva náměstka ministra zahraničních věcí Řecké republiky E. Stilianidise.
- 20. září 2007 – prezident Ukrajiny Viktor Juščenko navštívil Řecko.
- 15. – 16. dubna 2008 – řecký prezident Karolos Papoulias navštívil Ukrajinu.
- 6. – 7. května 2010 – dvoudenní návštěva prezidenta Ukrajiny Viktora Janukovyče v Řecku.
- 24. září 2010 – setkání ministra zahraničních věcí Řecka Dimitrisa Droutsase a ministra zahraničních věcí Ukrajiny Kosťantyna Hryščenka, na kterém byla projednána otázka zjednodušení vízového režimu pro ukrajinské turisty.